# Eucalyptus stowardii
Eucalyptus stowardii är en myrtenväxtart som beskrevs av Joseph Henry Maiden. Eucalyptus stowardii ingår i släktet Eucalyptus och familjen myrtenväxter. Inga underarter finns listade i Catalogue of Life.